# Prinzessinnentorte

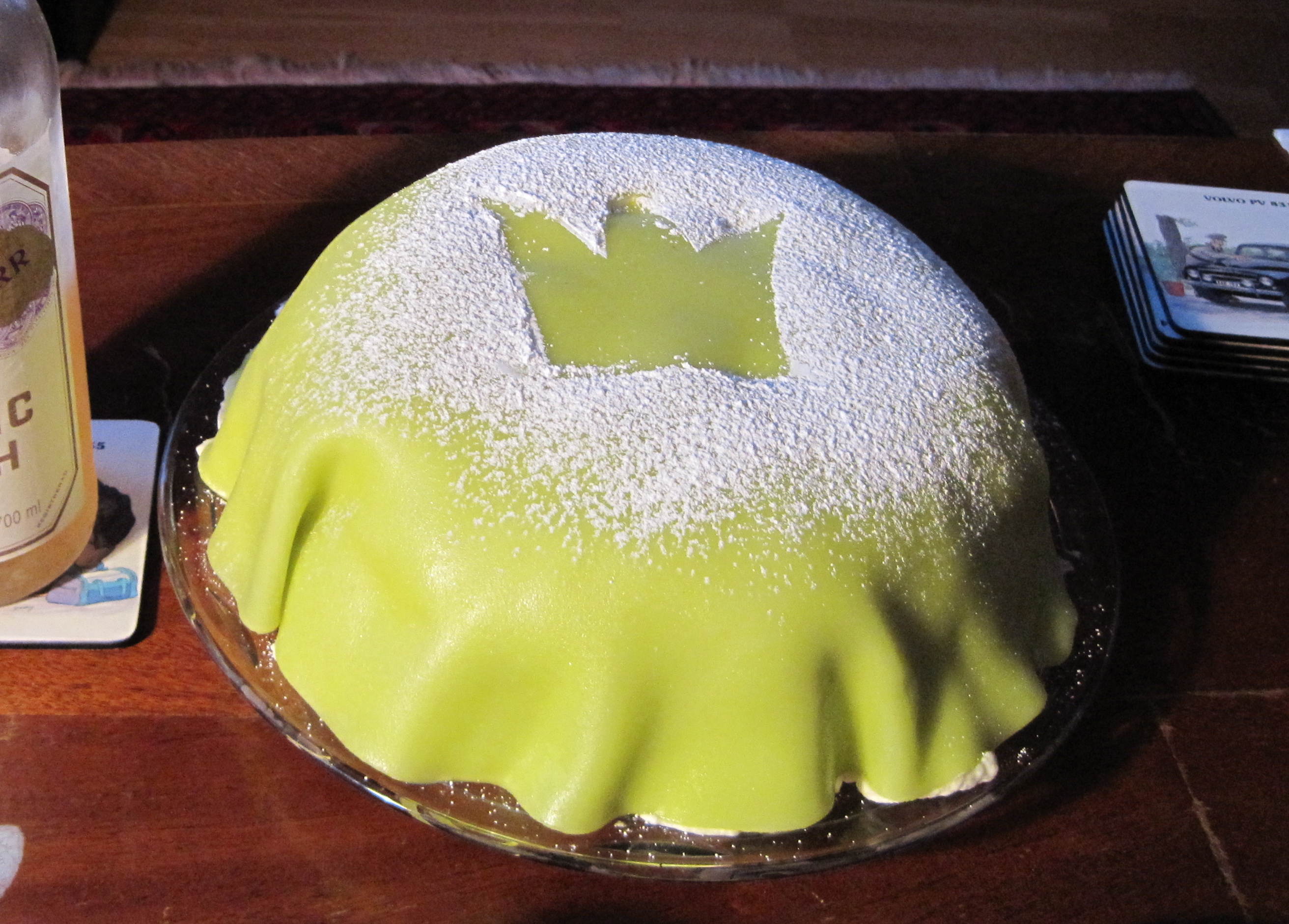
Prinsesstårta mit grünem Marzipanmantel

Die Prinzessinentorte (auch „Schwedentorte“, schwed. prinsesstårta) ist eine schwedische Süßspeisenspezialität. Die Torte besteht aus lockerem hellem Kuchen, Vanillecreme, Beerenkonfitüre und Sahne, die übereinander aufgeschichtet werden. Das Schichtgebilde ist mit viel Sahne bedeckt und wird von einem hellgrünen Marzipanmantel umhüllt. Die Prinzessinentorte ist meist zu einer Halbkugel geformt und wird mit Puderzucker sowie Marzipanrosen dekoriert. 
In Schweden wird sie vor allem zu Geburtstagen und Schulabschlüssen serviert.

## Geschichte
Die Prinzessinnentorte wurde in den 1930er Jahren von der schwedischen Kochbuchautorin Jenny Åkerström als eine von drei verschiedenen Torten für die damaligen Prinzessinnen Margaretha, Märtha und Astrid kreiert. Da ihnen diese Torte am besten gefiel und schmeckte, erhielt sie den Namen.

## Variation
Wenn der Marzipanmantel nicht hellgrün, sondern pink ist, nennt man die Torte Operatårta (deutsch: „Operntorte“), allerdings nicht zu verwechseln mit der französischen Opern-Torte.